# Gelasmodes
Gelasmodes là một chi bướm đêm thuộc họ Geometridae.